# Praejecta
Praejecta, död efter 546, var en bysantinsk prinsessa, systerdotter till kejsar Justinianus I och syster till kejsar Justinianus II.
Hon gifte sig med en bysantinsk senator, som utnämndes till guvernör i Nordafrika. 
Hennes make mördades av en militärkupp, vars ledare satte henne i husarrest med avsikt att gifta sig med henne. Denna mördades av Artabanes, som befriade henne. Hon belönade honom och lovade att gifta sig med honom. 
Vid deras återkomst till Konstantinopel visade han sig redan vara gift, och kejsarparet förbjöd deras giftermål. Detta uppges vara en utlösande orsak till Artabanes kuppförsök mot kejsaren 548. 
Hon gifte sig 546/548 med en bysantinsk adelsman.